# Quilles de trois
Le jeu de quilles de trois (quilhas de tres en occitan) est un jeu de quilles d’Aquitaine, pratiqué au niveau du Bas-Adour (Landes). Il s’agit pour le joueur de faire tomber un alignement de trois quilles à l’aide d’une boule en bois.
Le jeu de quilles de trois est inscrit à l’Inventaire du patrimoine culturel immatériel en France.

## Historique
Le jeu de quilles de trois fut intensément pratiqué jusque dans les années 1950, que ce soit dans les auberges ou cafés, ou lors de réunions de familles. Cependant la pratique se perdit dans les années 1960, avec l’apparition de nouveaux sports plus modernes mais aussi de nouveaux loisirs. 
La pratique ne fut relancée qu’à la fin des années 1980. Un quillier ouvrit ses portes en 1989 à Saint-Jean-de-Marsacq, puis un autre en 1992 à Saint-Paul-lès-Dax.

## Description
Le jeu se pratique en extérieur sur une aire recouverte de graviers. Elle a pour dimensions vingt mètres de long pour quatre mètres de large environ. Les quilles sont disposées à une distance de 5 mètres entre elles. Chaque quille a une forme particulière. La première ("prumèr") et la seconde ("le neuf", "lou nau") sont faites d’une branche de 62 centimètre de haut, enfoncée dans un bloc de caoutchouc. La troisième quille ("la bielhe") est aussi haute que les autres, mais son diamètre est plus large (environ 8 centimètres contre 1 à 2 pour les deux autres). Les boules sont en bois et doivent peser entre 3 et 4 kilos pour une circonférence de 66 à 72 centimètres. 
Le but du jeu est de renverser les quilles.
La partie se déroule par équipe, chaque équipe effectue un tir. Chaque quille tombée vaut un point. L’équipe qui a le moins de point à la fin du tour marque un pit. La première équipe qui obtient 10 pits perd la partie. À chaque tour, le lieu du lancer change. 
Il n’existe cependant pas de règle fixe pour ce jeu, les joueurs ont tendance à s’accorder entre eux.